# Kemperplatz
La Kemperplatz est une place de Berlin, située dans le quartier de Tiergarten dans le centre-ville de la capitale allemande. Elle se trouve à la lisière sud du parc Großer Tiergarten. La place est connue pour être bordée ou située à proximité de la Philharmonie de Berlin du Kulturforum, du Musikinstrumenten-Museum, et du Sony-Center, lequel s'étend jusqu'à la Potsdamer Platz au sud-est.

## Historique
La place porte son nom depuis 1858, d'après l'auberge de Johann Wilhelm Kemper (1766-1840) qui s'y trouvait au début du XIXe siècle. Son restaurant était un lieu de rencontre pour l'Union des architectes de Berlin fondée en 1824, ainsi que pour la « Société sans loi de Berlin » (Gesetzlose Gesellschaft zu Berlin), un club service des personnalités éminentes de l'élite intellectuelle, artistique et militaire sous la direction du philologue Philipp Karl Buttmann (1764-1829).

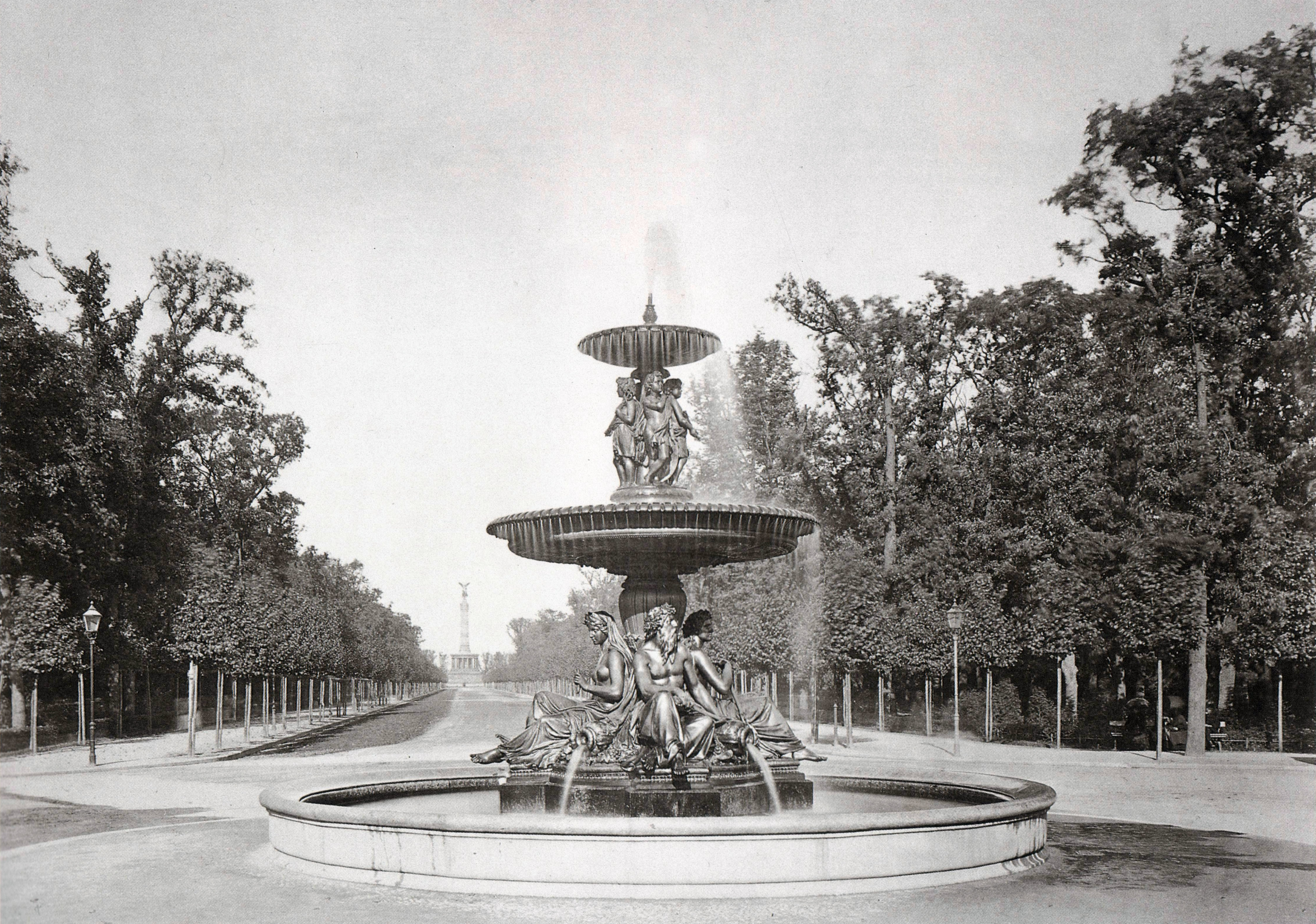
La fontaine de Wrangel en 1879.

Au milieu du XIXe siècle, le quartier au sud du Großer Tiergarten devient un quartier résidentiel prisé de la bourgeoisie et des villas y sont construites. L'acteur Iffland fit construire la sienne dès 1800 déjà, quand elle se trouvait alors au milieu des bois. En 1877, on installe au milieu de la place une fontaine, créée par le sculpteur Hugo Hagen dans un style néo-classique et nommée Wrangelbrunnen d'après Frédéric von Wrangel, feld-maréchal de l'armée prussienne. Elle est remplacée en 1902 par la somptueuse fontaine de Roland (de) créée par Otto Lessing, et déplacée à l'angle de l'Urbanstraße et de la Grimmstraße dans le quartier de Kreuzberg, où elle se trouve toujours.
La Kemperplatz ferme ainsi la monumentale allée de la Victoire (Siegesallee), une icône de la période wilhelmienne regroupant une centaine de statues des margraves et princes-électeurs de Brandebourg et rois de Prusse. Voulue et financée par l'empereur allemand Guillaume II, cette artère prestigieuse est complètement détruite après la Seconde Guerre mondiale. Durant la période nazie, entre 1933 et 1945, la place fut rebaptisée Skagerrakplatz, pour commémorer la bataille du Jutland lors de la Première Guerre mondiale. La fontaine de Roland, qui fut également endommagée pendant la bataille de Berlin, est enlevée en 1950.
De 1989 à 1991, la gare de Kemperplatz fut le terminus nord de la M-Bahn, une ligne de métro léger à sustentation magnétique.

## Illustrations

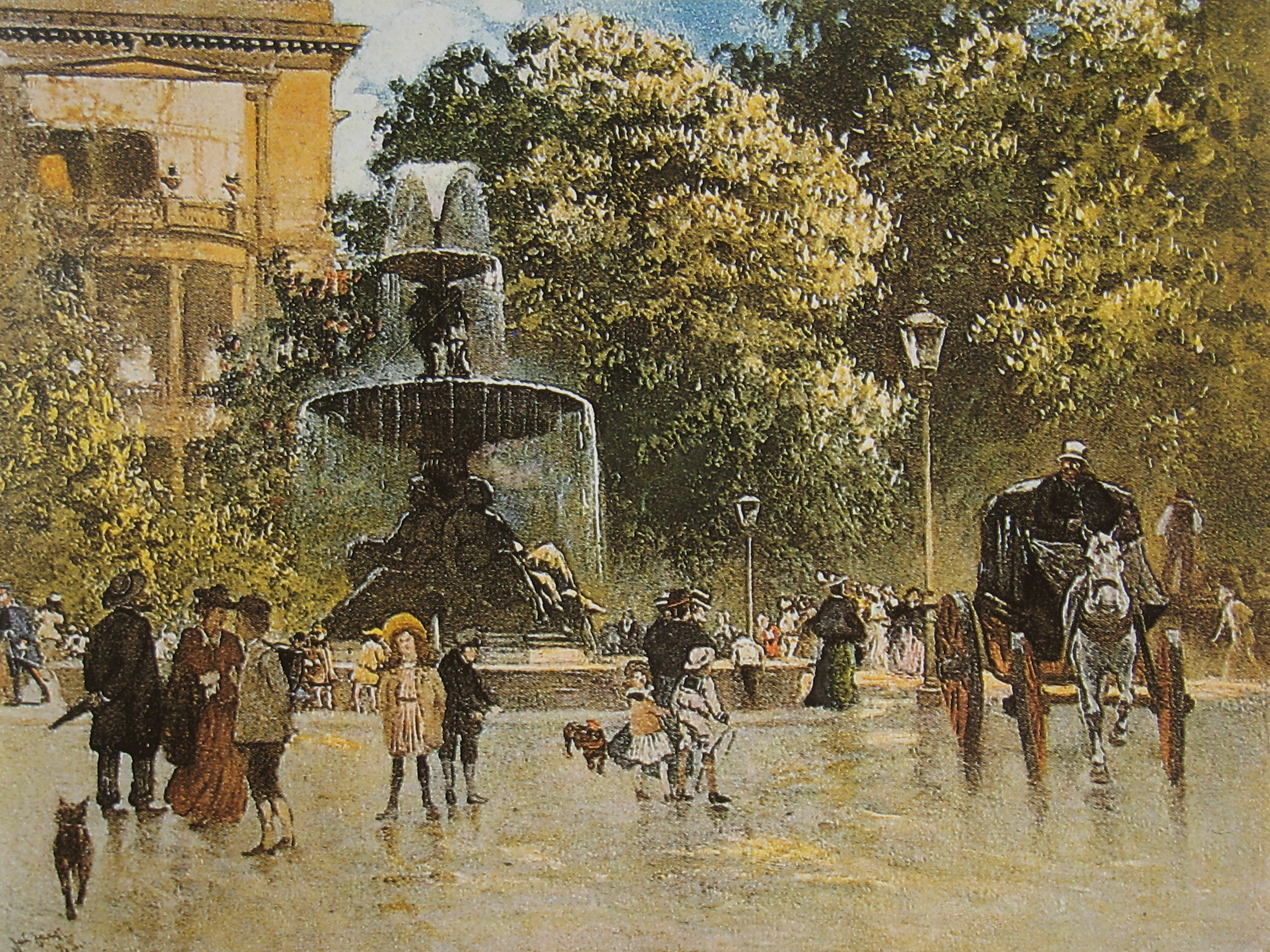
La Kemperplatz en 1889, par Julius Jacob le Jeune (de).
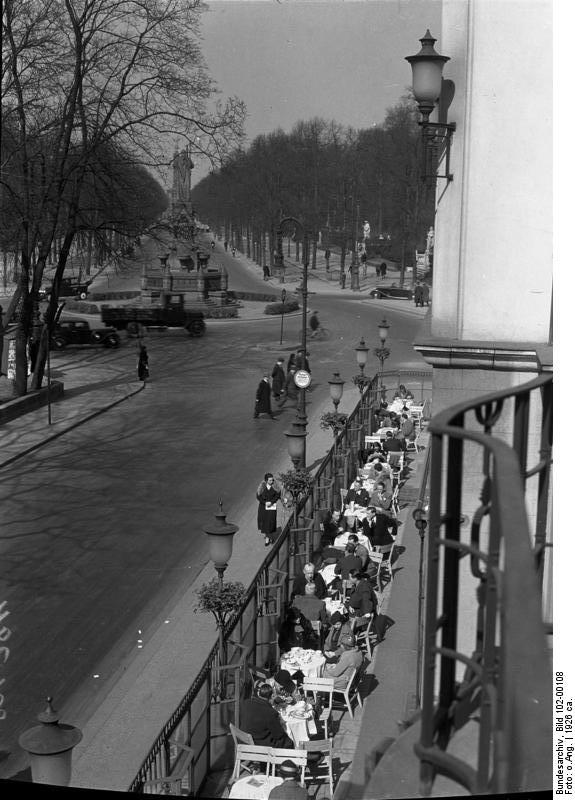
La fontaine de Roland, 1926.
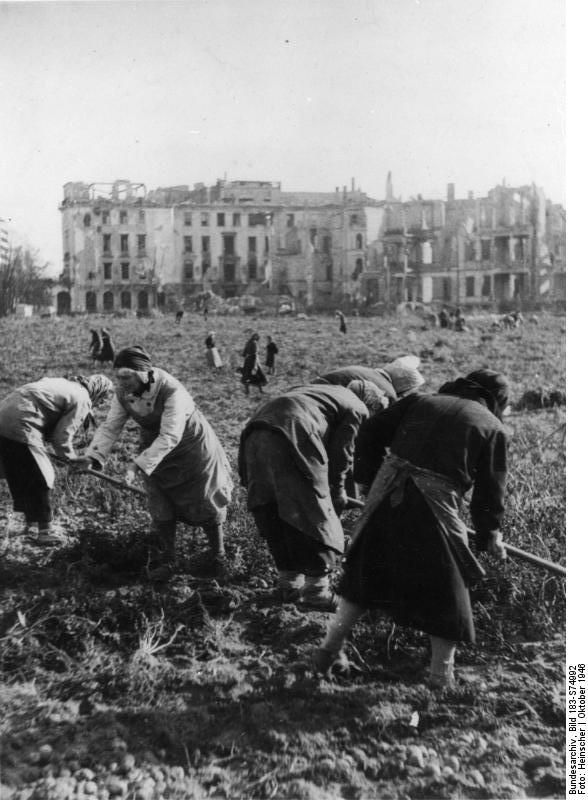
Récolte des pommes de terre en 1946 à la Kemperplatz.